# Traité de Constance (1153)
Le Premier Traité de Constance fut signé entre l'Empereur Frédéric Ier et le Pape Eugène III en 1153. Selon les termes du traité, l'Empereur devait empêcher toute action de Manuel Ier Comnène visant à rétablir l'Empire byzantin sur le sol italien et assister le pape contre ses ennemis en révolte à Rome. En 1155, dans le cadre de l'accord sécurisant son couronnement impérial, Frédéric réaffirma les termes de Constance pour le Pape Adrien IV. Le Deuxième Traité de Constance assura la paix entre l'Empereur et la Ligue lombarde en 1183.

## Sources
- Norwich, John Julius. Le Royaume au Soleil 1130-1194 . Longmans : Londres, 1970.